# Mezinárodní pěvecká soutěž Antonína Dvořáka

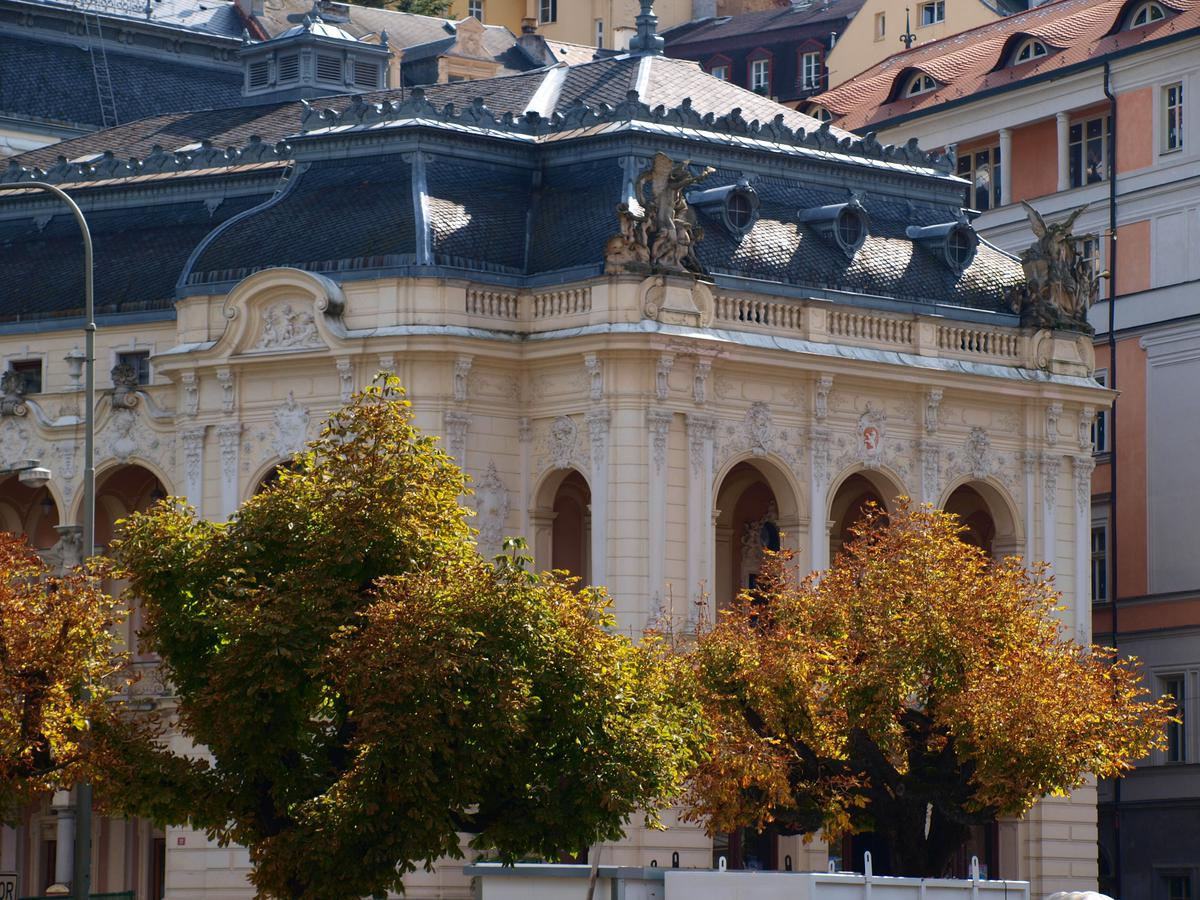
Městské divadlo v Karlových Varech, místo konání finále Mezinárodní soutěže A. Dvořáka

Mezinárodní pěvecká soutěž Antonína Dvořáka (zkráceně MPS AD) v Karlových Varech je interpretační soutěž mladých začínajících zpěváků. Koná se každý rok v listopadu a účastní se jí obvykle až 110 mladých pěvců z celého světa.
Soutěží se v několika kategoriích: Junior (do 25 let), Opera (do 35 let) a Píseň (do 35 let). Finálová vystoupení vítězů soutěže se pak konají v Městském divadle Vítězslava Nezvala

## Historie
Soutěž vznikla jako setkání studentů uměleckých škol v roce 1966. Postupně se stala mezinárodním počinem. Mezi slavné účastníky soutěže patří např. René Pape, László Polgár, Edita Gruberová, Gabriela Beňačková a další.
Ředitelem MPS AD je Alois Ježek a mezi členy poroty patří například slovenská pěvkyně Magdaléna Hajóssyová, či Peter Dvorský.